# 2 Coríntios 9
2 Coríntios 9 é o nono capítulo da Segunda Epístola aos Coríntios, de autoria do Apóstolo Paulo, no Novo Testamento da Bíblia.

## Estrutura
A Tradução Brasileira da Bíblia organiza este capítulo da seguinte maneira:
- 2 Coríntios 9:1-5 - Paulo exorta que a coleta esteja pronta antes da sua chegada
- 2 Coríntios 9:6-15 - A colheita segundo a sementeira